# Limenitis camilla
Limenitis camilla é uma espécie de insetos lepidópteros, mais especificamente de borboletas pertencente à família Nymphalidae.

## Descrição

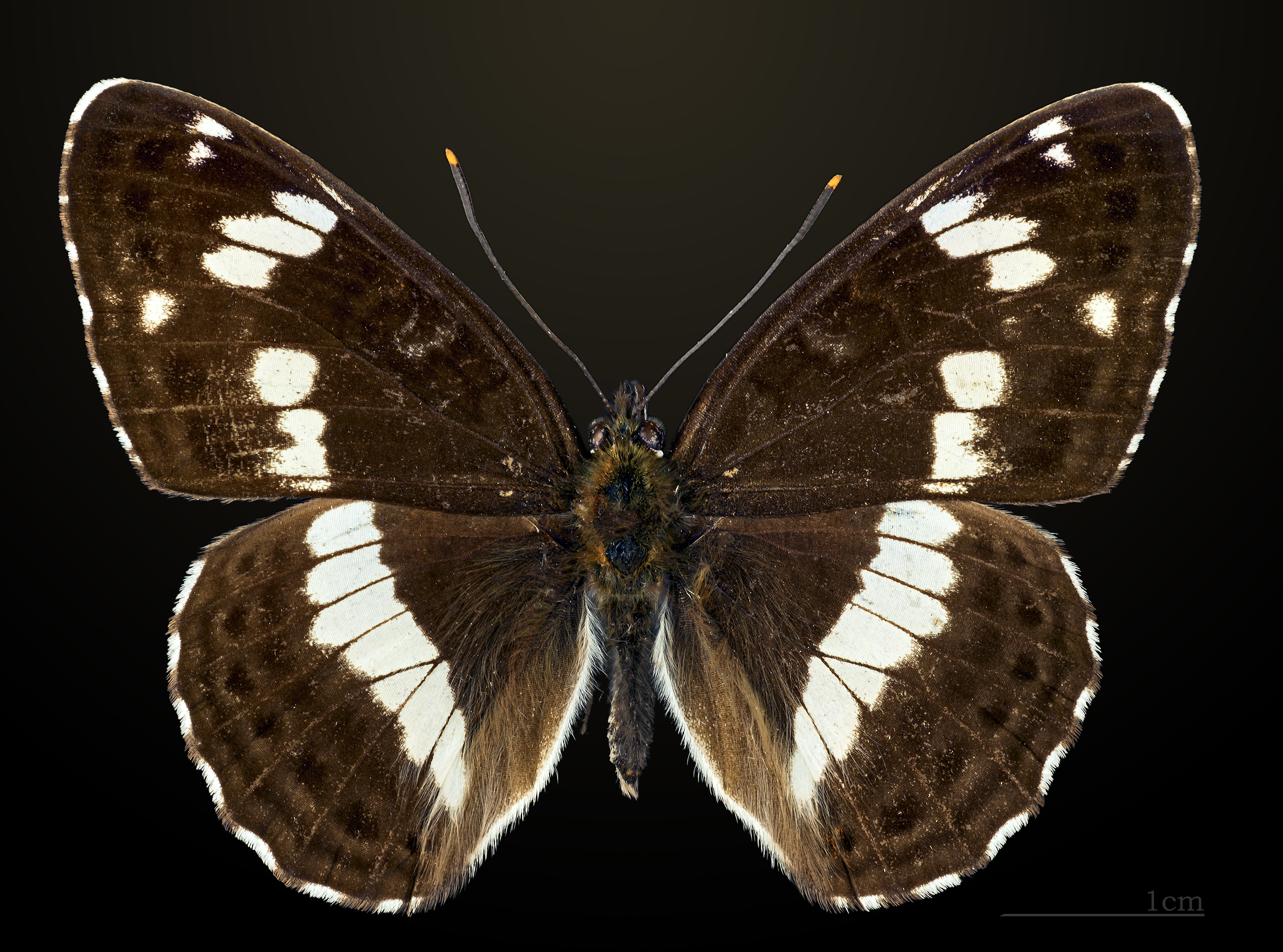
Limenitis camilla
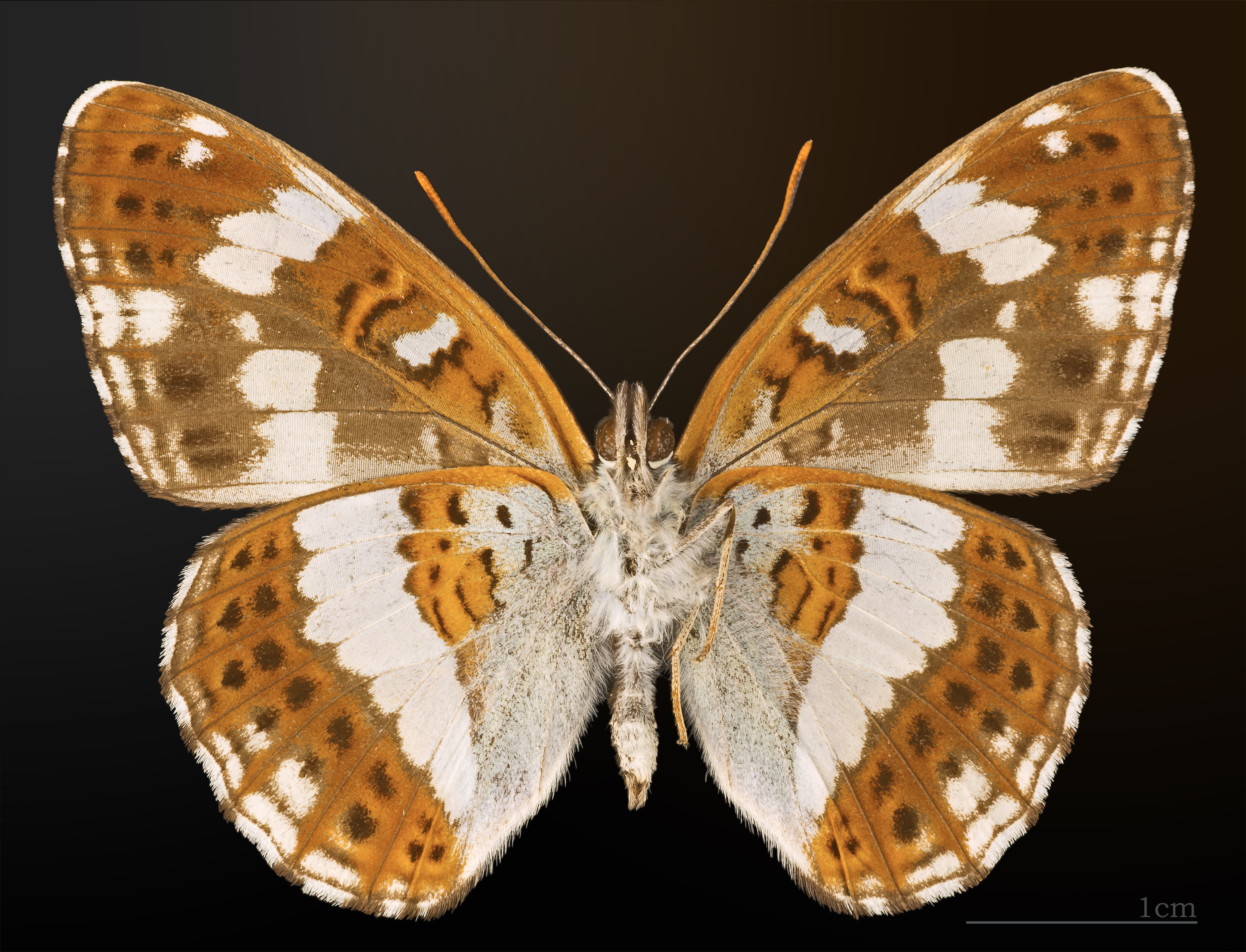
Limenitis camilla △

A autoridade científica da espécie é Linnaeus, tendo sido descrita no ano de 1764.
Trata-se de uma espécie presente no território português.